# Isegrims Abenteuer

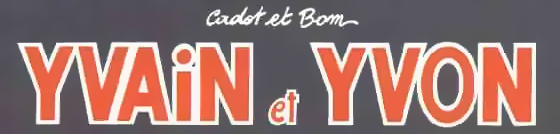
Französischsprachiger Titelkopf

Isegrims Abenteuer (im Original Yvain et Yvon) ist eine Comicreihe des belgischen Zeichners Patrick Cadot und des Szenaristen Michel de Bom, die erstmals 1985 erschien.

## Inhalt
Die Geschichten handeln von den Zwillingen Jonas (Yvain) und Juri (Yvon). Juri besitzt seit seinem fünften Lebensjahr die Fähigkeit, sich in einen Wolf namens Isegrim (Ysengrin) zu verwandeln. Dieses Geheimnis kennen nur die beiden Zwillinge und wenige sehr gute Freunde, selbst vor ihren Eltern halten sie es verborgen. Isegrim führt ein von Juri unabhängiges Leben, an das Juri auch keine Erinnerungen behält. Zudem verfügt Isegrim über geheimnisvolle Kräfte, mit denen er z. B. andere Wesen heilen kann.

## Veröffentlichungen
Die deutsche Erstveröffentlichung erfolgte 1987 in Yps Nr. 592. Bis zur Ausgabe 716 (1989) wurden mit Unterbrechungen mehrere Geschichten veröffentlicht, insgesamt erschienen hier 198 der 260 Seiten, die die Abenteuer von Isegrim umfassen.
Der Feest Verlag brachte 1988/89 unter dem Titel Die phantastischen Abenteuer von Yvain und Yvon zwei Alben mit neuer Übersetzung von Petra Butterfaß heraus:
- Die Spur des Baphomet (La Piste du Baphomet)
- König der Wölfe (Le roi des loups)